# Apamea pallifera
Apamea pallifera là một loài bướm đêm thuộc họ Noctuidae. Loài này có ở miền đông Bắc Mỹ, bao gồm Illinois.
Apamea pallifera ban đầu được liệt kê vào chi Polia, nhưng đã được xếp vào Andropolia bởi Franclemont và Todd (1983) và Poole (1989).